# World Baseball Classic 2023
La World Baseball Classic 2023 è stata la quinta edizione della competizione di baseball internazionale indetta dalla World Baseball Softball Confederation. In origine, venne programmata per il 2021, a quattro anni di distanza dall'edizione precedente, ma nel maggio 2020 fu cancellata a causa della pandemia di COVID-19. In seguito, fu annunciato che le qualificazioni alla fase finale sarebbero iniziate nel settembre 2022, come concordato dalla MLB e dall'associazione dei giocatori MLBPA.
Il torneo venne allargato da sedici a venti squadre: le nazionali che parteciparono all'edizione 2017, si qualificarono automaticamente, mentre gli altri quattro posti vennero assegnati attraverso due tornei di qualificazione che si svolsero tra settembre e ottobre 2022.
Il Giappone conquistò il titolo per la terza volta, sconfiggendo in finale gli Stati Uniti con il punteggio di 3–2.

## Squadre partecipanti
| Squadra         | Metodo di qualificazione                  | Apparizione alle WBC | Miglior piazzamento                  | WBSC Ranking |
| --------------- | ----------------------------------------- | -------------------- | ------------------------------------ | ------------ |
| Australia       | World Baseball Classic 2017               | 5ª apparizione       | Primo turno (2006, 2009, 2013, 2017) | 10           |
| Canada          | World Baseball Classic 2017               | 5ª apparizione       | Primo turno (2006, 2009, 2013, 2017) | 14           |
| Cina            | World Baseball Classic 2017               | 5ª apparizione       | Primo turno (2006, 2009, 2013, 2017) | 30           |
| Colombia        | World Baseball Classic 2017               | 2ª apparizione       | Primo turno (2017)                   | 11           |
| Corea del Sud   | World Baseball Classic 2017               | 5ª apparizione       | Finalista (2009)                     | 4            |
| Cuba            | World Baseball Classic 2017               | 5ª apparizione       | Finalista (2006)                     | 8            |
| Giappone        | World Baseball Classic 2017               | 5ª apparizione       | Campione (2006, 2009)                | 1            |
| Gran Bretagna   | Prima nel gruppo 1 delle qualificazioni   | 1ª apparizione       | —                                    | 22           |
| Israele         | World Baseball Classic 2017               | 2ª apparizione       | Quarti di finale (2017)              | 20           |
| Italia          | World Baseball Classic 2017               | 5ª apparizione       | Quarti di finale (2013)              | 16           |
| Messico         | World Baseball Classic 2017               | 5ª apparizione       | Quarti di finale (2006, 2009)        | 5            |
| Nicaragua       | Seconda nel gruppo 2 delle qualificazioni | 1ª apparizione       | —                                    | 17           |
| Paesi Bassi     | World Baseball Classic 2017               | 5ª apparizione       | Quarto posto (2013)                  | 7            |
| Panama          | Prima nel gruppo 2 delle qualificazioni   | 3ª apparizione       | Primo turno (2006, 2009)             | 12           |
| Porto Rico      | World Baseball Classic 2017               | 5ª apparizione       | Finalista (2013, 2017)               | 13           |
| Rep. Ceca       | Seconda nel gruppo 1 delle qualificazioni | 1ª apparizione       | —                                    | 15           |
| Rep. Dominicana | World Baseball Classic 2017               | 5ª apparizione       | Campione (2013)                      | 9            |
| Stati Uniti     | World Baseball Classic 2017               | 4ª apparizione       | Campioni (2017)                      | 3            |
| Taipei cinese   | World Baseball Classic 2017               | 5ª apparizione       | Quarti di finale (2013)              | 2            |
| Venezuela       | World Baseball Classic 2017               | 5ª apparizione       | Terzo posto (2009)                   | 6            |

## Stadi
Durante il torneo verranno usati quattro stadi:
| Girone A                                   | Girone B Quarti di finale | Girone C                       | Girone D Fase finale         |
| ------------------------------------------ | ------------------------- | ------------------------------ | ---------------------------- |
| Taichung, Taiwan                           | Tokyo, Giappone           | Phoenix, Stati Uniti d'America | Miami, Stati Uniti d'America |
| Taichung Intercontinental Baseball Stadium | Tokyo Dome                | Chase Field                    | LoanDepot Park               |
| Capacità: 20 000                           | Capacità: 45 600          | Capacità: 48 686               | Capacità: 36 742             |
|                                            |                           |                                | Marlins Park                 |

## Gironi
| Girone A      | Girone B      | Girone C      | Girone D        |
| ------------- | ------------- | ------------- | --------------- |
| Taipei cinese | Giappone      | Stati Uniti   | Porto Rico      |
| Paesi Bassi   | Corea del Sud | Messico       | Rep. Dominicana |
| Cuba          | Australia     | Colombia      | Venezuela       |
| Italia        | Cina          | Canada        | Israele         |
| Panama        | Rep. Ceca     | Gran Bretagna | Nicaragua       |

## Primo turno

### Girone A
| Pos | Squadra           | G | V | P | RS | ED  | RPE  | PCT  | Qualificazione                                                     |
| --- | ----------------- | - | - | - | -- | --- | ---- | ---- | ------------------------------------------------------------------ |
| 1   | Cuba              | 4 | 2 | 2 | 15 | 108 | ,139 | ,500 | Qualificata ai quarti di finale e allo World Baseball Classic 2026 |
| 2   | Italia            | 4 | 2 | 2 | 17 | 108 | ,157 | ,500 | Qualificata ai quarti di finale e allo World Baseball Classic 2026 |
| 3   | Paesi Bassi       | 4 | 2 | 2 | 19 | 102 | ,186 | ,500 | Qualificata allo World Baseball Classic 2026                       |
| 4   | Panama            | 4 | 2 | 2 | 21 | 105 | ,200 | ,500 | Qualificata allo World Baseball Classic 2026                       |
| 5   | Taipei cinese (H) | 4 | 2 | 2 | 31 | 105 | ,295 | ,500 |                                                                    |

### Girone B
| Pos | Squadra       | G | V | P | RS | ED  | RPE  | PCT   | Qualificazione                                                     |
| --- | ------------- | - | - | - | -- | --- | ---- | ----- | ------------------------------------------------------------------ |
| 1   | Giappone (H)  | 4 | 4 | 0 | 8  | 108 | ,074 | 1,000 | Qualificata ai quarti di finale e allo World Baseball Classic 2026 |
| 2   | Australia     | 4 | 3 | 1 | 19 | 102 | ,186 | ,750  | Qualificata ai quarti di finale e allo World Baseball Classic 2026 |
| 3   | Corea del Sud | 4 | 2 | 2 | 26 | 93  | ,280 | ,500  | Qualificata allo World Baseball Classic 2026                       |
| 4   | Rep. Ceca     | 4 | 1 | 3 | 30 | 102 | ,294 | ,250  | Qualificata allo World Baseball Classic 2026                       |
| 5   | Cina          | 4 | 0 | 4 | 50 | 87  | ,575 | ,000  |                                                                    |

### Girone C
| Pos | Squadra         | G | V | P | RF | RS | %    | GB | Qualificazione                                                     |
| --- | --------------- | - | - | - | -- | -- | ---- | -- | ------------------------------------------------------------------ |
| 1   | Messico         | 4 | 3 | 1 | 27 | 14 | ,750 | —  | Qualificata ai quarti di finale e allo World Baseball Classic 2026 |
| 2   | Stati Uniti (H) | 4 | 3 | 1 | 26 | 16 | ,750 | —  | Qualificata ai quarti di finale e allo World Baseball Classic 2026 |
| 3   | Canada          | 4 | 2 | 2 | 27 | 30 | ,500 | 1  | Qualificata allo World Baseball Classic 2026                       |
| 4   | Gran Bretagna   | 4 | 1 | 3 | 18 | 31 | ,250 | 2  | Qualificata allo World Baseball Classic 2026                       |
| 5   | Colombia        | 4 | 1 | 3 | 12 | 19 | ,250 | 2  |                                                                    |

1. 1 2  Messico-Stati Uniti 11–5.
2. 1 2  Gran Bretagna-Colombia 7–5.

### Girone D
| Pos | Squadra         | G | V | P | RF | RS | %     | GB | Qualificazione                                                     |
| --- | --------------- | - | - | - | -- | -- | ----- | -- | ------------------------------------------------------------------ |
| 1   | Venezuela       | 4 | 4 | 0 | 23 | 9  | 1,000 | —  | Qualificata ai quarti di finale e allo World Baseball Classic 2026 |
| 2   | Porto Rico      | 4 | 3 | 1 | 30 | 12 | ,750  | 1  | Qualificata ai quarti di finale e allo World Baseball Classic 2026 |
| 3   | Rep. Dominicana | 4 | 2 | 2 | 19 | 11 | ,500  | 2  | Qualificata allo World Baseball Classic 2026                       |
| 4   | Israele         | 4 | 1 | 3 | 4  | 26 | ,250  | 3  | Qualificata allo World Baseball Classic 2026                       |
| 5   | Nicaragua       | 4 | 0 | 4 | 4  | 22 | ,000  | 4  |                                                                    |

## Fase finale
|  | Quarti di finale | Quarti di finale | Quarti di finale |             |             | Semifinali  | Semifinali | Semifinali |  |  | Finale | Finale | Finale |  |
|  |                  |                  |                  |             |             |             |            |            |  |  |        |        |        |  |
|  | 2B               | Australia        | 3                |             |             |             |            |            |  |  |        |        |        |  |
|  | 2B               | Australia        | 3                |             |             |             |            |            |  |  |        |        |        |  |
|  | 1A               | Cuba             | 4                |             |             |             |            |            |  |  |        |        |        |  |
|  | 1A               | Cuba             | 4                |             | Cuba        | Cuba        | 2          |            |  |  |        |        |        |  |
|  |                  |                  |                  |             | Cuba        | Cuba        | 2          |            |  |  |        |        |        |  |
|  |                  |                  | Stati Uniti      | Stati Uniti | 14          |             |            |            |  |  |        |        |        |  |
|  | 2C               | Stati Uniti      | Stati Uniti      | Stati Uniti | 14          | 9           |            |            |  |  |        |        |        |  |
|  | 2C               | Stati Uniti      |                  |             |             |             |            |            |  |  |        |        |        |  |
|  | 1D               | Venezuela        | 7                |             |             |             |            |            |  |  |        |        |        |  |
|  | 1D               | Venezuela        | 7                |             | Stati Uniti | Stati Uniti | 2          |            |  |  |        |        |        |  |
|  |                  |                  |                  |             |             |             |            |            |  |  |        |        |        |  |
|  |                  |                  | Giappone         | Giappone    | 3           |             |            |            |  |  |        |        |        |  |
|  | 2D               | Porto Rico       | Giappone         | Giappone    | 3           | 4           |            |            |  |  |        |        |        |  |
|  | 2D               | Porto Rico       |                  |             |             |             |            |            |  |  |        |        |        |  |
|  | 1C               | Messico          | 5                |             |             |             |            |            |  |  |        |        |        |  |
|  | 1C               | Messico          | 5                |             | Messico     | Messico     | 5          |            |  |  |        |        |        |  |
|  |                  |                  |                  |             | Messico     | Messico     | 5          |            |  |  |        |        |        |  |
|  |                  |                  | Giappone         | Giappone    | 6           |             |            |            |  |  |        |        |        |  |
|  | 2A               | Italia           | Giappone         | Giappone    | 6           | 3           |            |            |  |  |        |        |        |  |
|  | 2A               | Italia           |                  |             |             |             |            |            |  |  |        |        |        |  |
|  | 1B               | Giappone         | 9                |             |             |             |            |            |  |  |        |        |        |  |

## Premi

### Giocatore più valutato

#### Fase a gironi
- Girone A –  Yu Chang
- Girone B –  Shōhei Ōtani
- Girone C –  Randy Arozarena
- Girone D –  Salvador Pérez

#### Fase torneo
- Torneo –  Shōhei Ōtani

### Team All-World Baseball Classic 2023
| Posizione | Giocatore        |
| --------- | ---------------- |
| C         | Salvador Pérez   |
| 1B        | Yu Chang         |
| 2B        | Javier Báez      |
| 3B        | Yoan Moncada     |
| SS        | Trea Turner      |
| OF        | Randy Arozarena  |
| OF        | Mike Trout       |
| OF        | Masataka Yoshida |
| DH        | Shōhei Ōtani     |
| P         | Shōhei Ōtani     |
| P         | Miguel Romero    |
| P         | Patrick Sandoval |

Source: